# Slatinik Drenjski
Slatinik Drenjski – wieś w Chorwacji, w żupanii osijecko-barańskiej, w gminie Drenje. W 2011 roku liczyła 289 mieszkańców.